# Trinité-et-Tobago aux Jeux olympiques d'été de 1948
Trinité-et-Tobago participe aux Jeux olympiques d'été de 1948 à Londres. Il s’agit de la première participation de ce pays aux Jeux Olympiques.  Sa très modeste délégation est composée de 5 athlètes qui concourent dans 3 sports, en Athlétisme, en Cyclisme et en Haltérophilie. En dépit de son petit nombre de représentants, Trinité-et-Tobago rentre de Londres avec une médaille d’argent . Celle conquise par l’haltérophile Rodney Wilkes qui  est donc le premier médaillé olympique de l’histoire de ce pays. Il lui permet ainsi d'intégrer le tableau des médailles, en 28e position. 

## Liste des médaillés trinidadiens
| Sport                  | Discipline                  | Sportifs      |
| Médailles d'argent : 1 |                             |               |
| Haltérophilie          | Poids plumes Moins de 60 kg | Rodney Wilkes |

## Sources
- (fr) Résultats officiels sur le site du Comité international olympique
- (en) Trinité-et-Tobago aux Jeux olympiques d'été de 1948 sur Olympedia.org